# Onitis retrodentatus
Onitis retrodentatus là một loài bọ cánh cứng trong họ Bọ hung (Scarabaeidae).